# Seyssel, Haute-Savoie
Seyssel là một xã trong tỉnh Haute-Savoie thuộc vùng Rhône-Alpes đông nam Pháp.

## Geography
The Fier forms most of the commune's southern border, then flows into the Rhone, which forms the commune's western border.